# Bruno Oscar Casanova
Bruno Oscar Casanova (Santa Fe, Argentina; 10 de agosto de 1984) es un exfutbolista argentino. Jugaba como mediocampista ofensivo o enganche y su primer equipo fue Unión de Santa Fe. Su último club antes de retirarse fue Gimnasia y Esgrima de Ciudadela de la Liga Santafesina de Fútbol.

## Trayectoria
Nacido en Santa Fe, Bruno Casanova se formó en las divisiones inferiores de Unión y tuvo su debut como profesional con la camiseta rojiblanca el 10 de septiembre de 2005: ese día fue titular en la victoria 1-0 ante la C.A.I. de Comodoro Rivadavia.

## Clubes
| Club                            | País      | Año       |
| ------------------------------- | --------- | --------- |
| Unión de Santa Fe               | Argentina | 2005-2009 |
| Maccabi Ironi Bat Yam           | Israel    | 2009      |
| Beitar Shimshon Tel Aviv        | Israel    | 2010      |
| Deportivo Cuenca                | Ecuador   | 2010      |
| Ferro                           | Argentina | 2011-2012 |
| Unión La Calera                 | Chile     | 2013-2014 |
| Temperley                       | Argentina | 2014      |
| Sol de América de Formosa       | Argentina | 2015      |
| Unión de Villa Krause           | Argentina | 2016-2017 |
| Gimnasia y Esgrima de Ciudadela | Argentina | 2018      |

### Estadísticas
- Actualizado al final de su carrera deportiva

| Club                         | Div.                | Temporada           | Liga | Liga | Copa Nacional | Copa Nacional | Copa Internacional | Copa Internacional | Total | Total |
| Club                         | Div.                | Temporada           | PJ   | G    | PJ            | G             | PJ                 | G                  | PJ    | G     |
| ---------------------------- | ------------------- | ------------------- | ---- | ---- | ------------- | ------------- | ------------------ | ------------------ | ----- | ----- |
| Unión Argentina              |                     |                     |      |      |               |               |                    |                    |       |       |
| 2.ª                          | 2005/06             | 28                  | 1    | -    | -             | -             | -                  | 28                 | 1     |       |
| 2.ª                          | 2006/07             | 19                  | 0    | -    | -             | -             | -                  | 19                 | 0     |       |
| 2.ª                          | 2007/08             | 9                   | 0    | -    | -             | -             | -                  | 9                  | 0     |       |
| 2.ª                          | 2008/09             | 2                   | 0    | -    | -             | -             | -                  | 2                  | 0     |       |
| Total                        | Total               | 58                  | 1    | -    | -             | -             | -                  | 58                 | 1     |       |
| Ironi Bat Yam Israel         |                     |                     |      |      |               |               |                    |                    |       |       |
| 2.ª                          | 2009/10             | 14                  | 1    | -    | -             | -             | -                  | 14                 | 1     |       |
| Total                        | Total               | 14                  | 1    | -    | -             | -             | -                  | 14                 | 1     |       |
| Beitar Shimshon Israel       |                     |                     |      |      |               |               |                    |                    |       |       |
| 2.ª                          | 2009/10             | 11                  | 0    | -    | -             | -             | -                  | 11                 | 0     |       |
| Total                        | Total               | 11                  | 0    | -    | -             | -             | -                  | 11                 | 0     |       |
| Deportivo Cuenca · Ecuador   |                     |                     |      |      |               |               |                    |                    |       |       |
| 1.ª                          | 2010                | 11                  | 0    | -    | -             | -             | -                  | 11                 | 0     |       |
| Total                        | Total               | 11                  | 0    | -    | -             | -             | -                  | 11                 | 0     |       |
| Ferro Argentina              |                     |                     |      |      |               |               |                    |                    |       |       |
| 2.ª                          | 2011/12             | 20                  | 1    | 1    | 0             | -             | -                  | 21                 | 1     |       |
| Total                        | Total               | 20                  | 1    | 1    | 0             | -             | -                  | 21                 | 1     |       |
| Unión La Calera · Chile      |                     |                     |      |      |               |               |                    |                    |       |       |
| 1.ª                          | 2013/14             | 4                   | 0    | -    | -             | -             | -                  | 4                  | 0     |       |
| Total                        | Total               | 4                   | 0    | -    | -             | -             | -                  | 4                  | 0     |       |
| Temperley Argentina          |                     |                     |      |      |               |               |                    |                    |       |       |
| 2.ª                          | 2014                | 5                   | 0    | -    | -             | -             | -                  | 5                  | 0     |       |
| Total                        | Total               | 5                   | 0    | -    | -             | -             | -                  | 5                  | 0     |       |
| Sol de América (F) Argentina |                     |                     |      |      |               |               |                    |                    |       |       |
| 3.ª                          | 2015                | 5                   | 0    | -    | -             | -             | -                  | 5                  | 0     |       |
| Total                        | Total               | 5                   | 0    | -    | -             | -             | -                  | 5                  | 0     |       |
| Unión (VK) Argentina         |                     |                     |      |      |               |               |                    |                    |       |       |
| 3.ª                          | 2016/17             | 5                   | 0    | 1    | 0             | -             | -                  | 6                  | 0     |       |
| Total                        | Total               | 5                   | 0    | 1    | 0             | -             | -                  | 6                  | 0     |       |
| Total en su carrera          | Total en su carrera | Total en su carrera | 133  | 3    | 2             | 0             | -                  | -                  | 135   | 3     |

## Palmarés
| Título                     | Club      | País      | Año  |
| -------------------------- | --------- | --------- | ---- |
| Ascenso a Primera División | Temperley | Argentina | 2014 |